# Чернопрепасков пинтиус
Puntius lateristriga е вид лъчеперка от семейство Шаранови (Cyprinidae). Видът не е застрашен от изчезване.

## Разпространение и местообитание
Разпространен е в Индонезия (Калимантан, Суматра и Ява), Малайзия (Западна Малайзия и Саравак), Сингапур и Тайланд.
Обитава места с песъчлива почва, планини и възвишения.

## Описание
На дължина достигат до 18 cm.